# Gravity (canción de Delirious?)
«Gravity» es una canción escrita y grabada por la banda británica de rock Delirious?. La canción fue el segundo sencillo lanzado para las listas CCM de los Estados Unidos, en promoción del álbum Mezzamorphis de 1999.

## Lista de canciones
1. "Gravity" (Radio edit)
2. "Gravity" (LP version)
3. "Gravity" (Radio hook)

## Chart
| Chart    | Posición |
| -------- | -------- |
| US (CCM) | 4        |